# Centrarchiformes
 (août 2024).
La mise en forme du texte ne suit pas les recommandations de Wikipédia : il faut le « wikifier ».
Les points d'amélioration suivants sont les cas les plus fréquents. Le détail des points à revoir est peut-être précisé sur la page de discussion.
- Les titres sont pré-formatés par le logiciel. Ils ne sont ni en capitales, ni en gras.
- Le texte ne doit pas être écrit en capitales (les noms de famille non plus), ni en gras, ni en italique, ni en « petit »…
- Le gras n'est utilisé que pour surligner le titre de l'article dans l'introduction, une seule fois.
- L'italique est rarement utilisé : mots en langue étrangère, titres d'œuvres, noms de bateaux, etc.
- Les citations ne sont pas en italique mais en corps de texte normal. Elles sont entourées par des guillemets français : « et ».
- Les listes à puces sont à éviter, des paragraphes rédigés étant largement préférés. Les tableaux sont à réserver à la présentation de données structurées (résultats, etc.).
- Les appels de note de bas de page (petits chiffres en exposant, introduits par l'outil «  Source ») sont à placer entre la fin de phrase et le point final[comme ça].
- Les liens internes (vers d'autres articles de Wikipédia) sont à choisir avec parcimonie. Créez des liens vers des articles approfondissant le sujet. Les termes génériques sans rapport avec le sujet sont à éviter, ainsi que les répétitions de liens vers un même terme.
- Les liens externes sont à placer uniquement dans une section « Liens externes », à la fin de l'article. Ces liens sont à choisir avec parcimonie suivant les règles définies. Si un lien sert de source à l'article, son insertion dans le texte est à faire par les notes de bas de page.
- La présentation des références doit suivre les conventions bibliographiques. Il est recommandé d'utiliser les modèles {{Ouvrage}}, {{Chapitre}}, {{Article}}, {{Lien web}} et/ou {{Bibliographie}}. Le mode d'édition visuel peut mettre en forme automatiquement les références.
- Insérer une infobox (cadre d'informations à droite) n'est pas obligatoire pour parachever la mise en page.

Pour une aide détaillée, merci de consulter Aide:Wikification.
Si vous pensez que ces points ont été résolus, vous pouvez retirer ce bandeau et améliorer la mise en forme d'un autre article.
Ordre
Les Centrarchiformes sont un ordre de poissons osseux. Il se compose d’une vingtaine de familles de poissons comptant plus de 250 espèces présentes de manière disjointe dans les eaux douces tempérées des hémisphères nord et sud (Amérique du Nord, Asie du Nord-Est, Patagonie et sud de l’Australie) et près des côtes des mers tropicales.

## Caractéristiques
Dans la plupart des cas, les espèces de Centrarchiformes ressemblent à des perches musclées avec un corps trapu avec des épines sur les nageoires dorsales et anales. Mais il en existe aussi, comme B.[Quoi ?], avec le dos et la double nageoire dorsale très hauts (Enoplosus armatus).
Les Centrarchiformes mesurent de 2,5 cm (Elassoma gilberti) à 1,8 m (Maccullochella peelii) de long.
La seule caractéristique morphologique commune connue est une distribution des nerfs de la tête appelé « modèle d'accessoires ramus lateralis 10[à vérifier] ». Parmi les espèces apparentées aux perches, cette caractéristique n'apparaît que chez les Scombriformes, un groupe de poissons marins qui n'est pas étroitement lié aux espèces de Centrarchiformes.

## Systématique
Les 21 familles attribuées aux espèces de crapets sont divisées en cinq sous-ordres. Le cladogramme montre les relations au sein des Centrarchiformes :
|  | \| \| Centrarchidae \| \| \| \| \| \| Elassomatidae \| \| \| \| |
|  |                                                                 |
|  | Sinipercidae                                                    |
|  |                                                                 |
|  | Centrarchidae                                                   |
|  |                                                                 |
|  | Elassomatidae                                                   |
|  |                                                                 |

|  | Centrarchidae |
|  |               |
|  | Elassomatidae |
|  |               |

|  | \| \| Centrarchidae \| \| \| \| \| \| Elassomatidae \| \| \| \| |
|  |                                                                 |
|  | Sinipercidae                                                    |
|  |                                                                 |
|  | Centrarchidae                                                   |
|  |                                                                 |
|  | Elassomatidae                                                   |
|  |                                                                 |

|  | Centrarchidae |
|  |               |
|  | Elassomatidae |
|  |               |

|  | \| \| Centrarchidae \| \| \| \| \| \| Elassomatidae \| \| \| \| |
|  |                                                                 |
|  | Sinipercidae                                                    |
|  |                                                                 |
|  | Centrarchidae                                                   |
|  |                                                                 |
|  | Elassomatidae                                                   |
|  |                                                                 |

|  | Centrarchidae |
|  |               |
|  | Elassomatidae |
|  |               |

|  | \| \| Centrarchidae \| \| \| \| \| \| Elassomatidae \| \| \| \| |
|  |                                                                 |
|  | Sinipercidae                                                    |
|  |                                                                 |
|  | Centrarchidae                                                   |
|  |                                                                 |
|  | Elassomatidae                                                   |
|  |                                                                 |

|  | Centrarchidae |
|  |               |
|  | Elassomatidae |
|  |               |

|  | \| \| Centrarchidae \| \| \| \| \| \| Elassomatidae \| \| \| \| |
|  |                                                                 |
|  | Sinipercidae                                                    |
|  |                                                                 |
|  | Centrarchidae                                                   |
|  |                                                                 |
|  | Elassomatidae                                                   |
|  |                                                                 |

|  | Centrarchidae |
|  |               |
|  | Elassomatidae |
|  |               |

|  | \| \| Centrarchidae \| \| \| \| \| \| Elassomatidae \| \| \| \| |
|  |                                                                 |
|  | Sinipercidae                                                    |
|  |                                                                 |
|  | Centrarchidae                                                   |
|  |                                                                 |
|  | Elassomatidae                                                   |
|  |                                                                 |

|  | Centrarchidae |
|  |               |
|  | Elassomatidae |
|  |               |

|  | \| \| Centrarchidae \| \| \| \| \| \| Elassomatidae \| \| \| \| |
|  |                                                                 |
|  | Sinipercidae                                                    |
|  |                                                                 |
|  | Centrarchidae                                                   |
|  |                                                                 |
|  | Elassomatidae                                                   |
|  |                                                                 |

|  | Centrarchidae |
|  |               |
|  | Elassomatidae |
|  |               |

|  | \| \| Centrarchidae \| \| \| \| \| \| Elassomatidae \| \| \| \| |
|  |                                                                 |
|  | Sinipercidae                                                    |
|  |                                                                 |
|  | Centrarchidae                                                   |
|  |                                                                 |
|  | Elassomatidae                                                   |
|  |                                                                 |

|  | Centrarchidae |
|  |               |
|  | Elassomatidae |
|  |               |

|  | \| \| Centrarchidae \| \| \| \| \| \| Elassomatidae \| \| \| \| |
|  |                                                                 |
|  | Sinipercidae                                                    |
|  |                                                                 |
|  | Centrarchidae                                                   |
|  |                                                                 |
|  | Elassomatidae                                                   |
|  |                                                                 |

|  | Centrarchidae |
|  |               |
|  | Elassomatidae |
|  |               |

|  | \| \| Centrarchidae \| \| \| \| \| \| Elassomatidae \| \| \| \| |
|  |                                                                 |
|  | Sinipercidae                                                    |
|  |                                                                 |
|  | Centrarchidae                                                   |
|  |                                                                 |
|  | Elassomatidae                                                   |
|  |                                                                 |

|  | Centrarchidae |
|  |               |
|  | Elassomatidae |
|  |               |

|  | \| \| Centrarchidae \| \| \| \| \| \| Elassomatidae \| \| \| \| |
|  |                                                                 |
|  | Sinipercidae                                                    |
|  |                                                                 |
|  | Centrarchidae                                                   |
|  |                                                                 |
|  | Elassomatidae                                                   |
|  |                                                                 |

|  | Centrarchidae |
|  |               |
|  | Elassomatidae |
|  |               |

|  | \| \| Centrarchidae \| \| \| \| \| \| Elassomatidae \| \| \| \| |
|  |                                                                 |
|  | Sinipercidae                                                    |
|  |                                                                 |
|  | Centrarchidae                                                   |
|  |                                                                 |
|  | Elassomatidae                                                   |
|  |                                                                 |

|  | Centrarchidae |
|  |               |
|  | Elassomatidae |
|  |               |

|  | \| \| Centrarchidae \| \| \| \| \| \| Elassomatidae \| \| \| \| |
|  |                                                                 |
|  | Sinipercidae                                                    |
|  |                                                                 |
|  | Centrarchidae                                                   |
|  |                                                                 |
|  | Elassomatidae                                                   |
|  |                                                                 |

|  | Centrarchidae |
|  |               |
|  | Elassomatidae |
|  |               |

|  | \| \| Centrarchidae \| \| \| \| \| \| Elassomatidae \| \| \| \| |
|  |                                                                 |
|  | Sinipercidae                                                    |
|  |                                                                 |
|  | Centrarchidae                                                   |
|  |                                                                 |
|  | Elassomatidae                                                   |
|  |                                                                 |

|  | Centrarchidae |
|  |               |
|  | Elassomatidae |
|  |               |

|  | \| \| Centrarchidae \| \| \| \| \| \| Elassomatidae \| \| \| \| |
|  |                                                                 |
|  | Sinipercidae                                                    |
|  |                                                                 |
|  | Centrarchidae                                                   |
|  |                                                                 |
|  | Elassomatidae                                                   |
|  |                                                                 |

|  | Centrarchidae |
|  |               |
|  | Elassomatidae |
|  |               |

|  | \| \| Centrarchidae \| \| \| \| \| \| Elassomatidae \| \| \| \| |
|  |                                                                 |
|  | Sinipercidae                                                    |
|  |                                                                 |
|  | Centrarchidae                                                   |
|  |                                                                 |
|  | Elassomatidae                                                   |
|  |                                                                 |

|  | Centrarchidae |
|  |               |
|  | Elassomatidae |
|  |               |

- Sous-ordre Centrarchoidei
  - Centrarchidae
  - Elassomatidae
  - Enoplosidae, Position incertaine
  - Sinipercidae
- Sous-ordre Percichthyoidei
  - Percichthyidae
- Sous-ordre Cirrhitioidei
  - Cheilodactylidae
  - Cirrhitidae
  - Aplodactylidae
  - Chironemidae
  - Latridae
- Sous-ordre Terapontoidei
  - Caesioscorpididae
  - Dichistiidae[2]
  - Girellidae
  - Kuhliidae
  - Kyphosidae
  - Microcanthidae
  - Oplegnathidae
  - Parascorpididae
  - Scorpididae
  - Terapontidae
- Sous-ordre Percalatoidei
  - Percalatidae